# 吴愿金
吴愿金（？—），男，高山族，台湾花莲人，中华人民共和国政治人物，中华全国台湾同胞联谊会原副会长，第六、七届全国人大代表。

## 家庭
女儿是羽毛球运动员吴宇红。